# 傅芝雅
傅芝雅·沙烈（1959年7月13日—），马来西亚政治人物，为人民公正党总秘书，现任马来西亚上议院上议员兼國內貿易及生活費部副部長。曾经为马来西亚首相署副部长，负责掌管宗教事务（2018年至2020年）、彭亨州关丹国会议员（2008年至2022年）等。

## 早期生活、学历以及工作经历
傅芝雅于1959年7月13日出生于柔佛州，但在彭亨州长大。有一半华裔血统的傅芝雅毕业于关丹卫理女校（Methodist Girls School），之后负笈英国，获得雷丁大学的心理辅导学士学位、以及威尔士大学的工商管理碩士学位。
未步入政坛前，傅芝雅是跨国公司，政府机构和非政府组织的人力资源发展和实现妇女平权的培训顾问。她在英国和马来西亚帮助咨询过的对象不仅是青年，学生，已婚夫妇，而且也包括遭受家庭暴力的妇女。

## 政治生涯
1999年，傅芝雅加入草创阶段的国民公正党。之后，于2003年8月3日，国民公正党与历史较为悠久的马来西亚人民党合并为人民公正党。

### 党职
- 全国副主席（2010年11月至2014年8月）
- 中央政治局委员（现任）
- 关丹区会主席（2002年至今）
- 全国选举总监（2010年2月至2010年12月）
- 全国培训总监（2008年4月至2010年1月）
- 全国选举署理总监（2007年6月至2009年5月）
- 全国妇女组主席（2000年至2007年）
- 全国妇女组署理主席（1999年至2022年一草创阶段的国民公正党）

### 马来西亚全国大选成绩
傅芝雅经历1999年、2004年两次出征失败以后，在2008年3月8日马来西亚第12届全国大选时，以1826多数票击败马华重量級的原任国内安全部副部长兼关丹国会议员胡亚桥，成功为人民公正党和人民联盟取下原属国阵执政联盟安全区的关丹国会议席。傅芝雅获得1万8398票，胡亚桥得票1万6572张。
在2013年第13届大选，巫统利用巫裔选民在关丹国会议席增加至63％，将马华公会的关丹国会议席借去。国阵借让选区的安排被认为是想利用巫裔选民来制衡普遍上仍反对关丹莱纳斯稀土厂的华裔选民。尽管面对巫统同样都是拥有华裔血统候选人莫哈末苏菲安的硬撼，在2013年5月5日，傅芝雅以4515张多数票击败担任首相拿督斯里纳吉的政治秘书莫哈末苏菲安。在2018年全国大选，她以8111张多数票成功捍卫关丹国会议席。
傅芝雅在2022年大选中获得22648张票，但她败给国盟候选人旺拉扎里，也使她无法蝉联第四届关丹国会议员。
| 年份 | 选区           | 候选人 | 候选人               | 得票数 | 得票率 | 竞选对手                   | 竞选对手                   | 得票数 | 得票率 | 总票数 | 多数票 | 投票率 |
| ---- | -------------- | ------ | -------------------- | ------ | ------ | -------------------------- | -------------------------- | ------ | ------ | ------ | ------ | ------ |
| 1999 | 彭亨 P078 关丹 |        | 傅芝雅（国民公正党） | 21,136 | 42.60% |                            | 卡里耶谷（巫统）           | 28,497 | 57.40% | 52,308 | 7,343  | 74.26% |
| 2004 | 彭亨 P083 关丹 |        | 傅芝雅（人民公正党） | 12,177 | 36.35% |                            | 胡亚桥（马华公会）         | 21,324 | 63.65% | 34,290 | 9,147  | 74.65% |
| 2008 | 彭亨 P083 关丹 |        | 傅芝雅（人民公正党） | 18,398 | 52.61% |                            | 胡亚桥（马华公会）         | 16,572 | 47.39% | 35,772 | 1,826  | 74.54% |
| 2013 | 彭亨 P083 关丹 |        | 傅芝雅（人民公正党） | 25,834 | 54.79% |                            | 莫哈末苏菲（巫统）         | 21,319 | 45.21% | 47,858 | 4,515  | 85.04% |
| 2018 | 彭亨 P083 关丹 |        | 傅芝雅（人民公正党） | 22,807 | 44.57% |                            | 苏莱曼末德鲁斯（伊斯兰党） | 14,696 | 28.72% | 52,167 | 8,111  | 83.21% |
| 2018 | 彭亨 P083 关丹 |        | 傅芝雅（人民公正党） | 22,807 | 44.57% | 王剑辉（马华公会）         | 13,667                     | 26.71% |        | 52,167 | 8,111  | 83.21% |
| 2022 | 彭亨 P083 关丹 |        | 傅芝雅（人民公正党） | 22,648 | 33.42% |                            | 旺拉扎里（土著团结党）     | 25,514 | 37.65% | 68,515 | 2,866  | 78.22% |
| 2022 | 彭亨 P083 关丹 |        | 傅芝雅（人民公正党） | 22,648 | 33.42% | 阿都哈密纳扎哈（巫统）     | 19,114                     | 28.27% |        | 68,515 | 2,866  | 78.22% |
| 2022 | 彭亨 P083 关丹 |        | 傅芝雅（人民公正党） | 22,648 | 33.42% | 安努亚达祖丁（祖国斗士党） | 486                        | 0.72%  |        | 68,515 | 2,866  | 78.22% |

## 社区领导
早期的傅芝雅在英国积极参与非政府组织。她于1988年至1992年率领英国穆斯林青年组织（英语：The Young Muslims UK），其成员来自不同国籍在英国出生的穆斯林青年。在返回马来西亚后，她曾担任马来西亚回教革新理事会（英语：Jamaah Islah Malaysia ，缩写：JIM）全国妇女组主席（1993年至1999年），同时也参与各种妇女非政府组织的发展。
傅芝雅也是“反关丹莱纳斯稀土厂”运动的发起人。她于2008年中选为关丹国会议员后，2008年11月18日开始在国会提出对关丹莱纳斯稀土厂的疑问和反对。在2008年12月，傅芝雅倡导“关丹公民关怀组织＂（Concerned Citizen of Kuantan Group），讨论关丹社群应如何对莱纳斯稀土厂将产生有害的辐射废料采取行动。2011年3月，傅芝雅与团队在关丹举行了一场签名活动和公开讲座后，成立了“拯救大马”委员会（缩写：SMSL），继续施压政府阻止莱纳斯在关丹格宾工业区的稀土厂正式投入运营。2011年9月的24日，傅芝雅与团队再接着成立了由约20个非政府组织和团体组成的“反莱纳斯联盟”（缩写：SLC），共同努力以司法路径来停止关丹莱纳斯稀土厂的运营。

## 被控
2020年4月11日，傅芝雅因在马来西亚2019冠状病毒病疫情期间，在社交平台散布新山关卡骚乱的假视频，被警方在1998年通讯及多媒体法令233条（不当使用网络设备或网络服务）和涉嫌引起恐惧或公共悲剧的刑事法典505（b）条文下接受调查。